# Comuna Vărșeț, Montana
Vărșeț (în bulgară Вършец) este o comună în regiunea Montana, Bulgaria, formată din orașul Vărșeț și satele Cerkaski, Dolna Bela Recika, Dolno Ozirovo, Draganița, Gorna Bela Recika, Gorno Ozirovo, Klisurski Manastir, Spancevți și Stoianovo. 

## Demografie
Componența etnică a comunei Vărșeț
     Romi (16,43%)
     Bulgari (77,31%)
     Nicio identificare (5,98%)
     Altele (0,58%)
La recensământul din 2011, populația comunei Vărșeț era de 8.203 locuitori. Din punct de vedere etnic, majoritatea locuitorilor (77,31%) erau bulgari, cu o minoritate de romi (16,43%). Pentru 5,98% din locuitori nu este cunoscută apartenența etnică.